# Promielocyt
Promielocyty – są drugim w kolejności stadium w szeregu rozwojowym granulocytów i rozwijają się z mieloblastów.
Rozmiary promielocytów są podobne do rozmiarów mieloblastów (12-20 mikrometrów). Najistotniejszym wydarzeniem zachodzącym podczas wytworzenia tych komórek jest pojawienie się tzw. ziarnistości azurofilnych, barwiących się czernią Sudanu, które będą stanowić 10-20% wszystkich ziarnistości dojrzałych granulocytów wszystkich trzech rodzajów. Jądro promielocytów nadal zawiera nieskondensowaną chromatynę, ale widoczne są już początki jej agregacji. Stosunek objętości jądra do objętości cytoplazmy spada i wynosi 1:2.